# SN 2010cp
SN 2010cp – supernowa typu Ia odkryta 9 maja 2010 roku w galaktyce NGC 4877. W momencie odkrycia miała maksymalną jasność 17,50m.